# RomCon 2016
RomCon, uneori Romcon, este un acronim pentru Convenția națională a cluburilor și autorilor de science-fiction din România, este o convenție a iubitorilor tuturor genurilor de science-fiction din România care se (dorește a se) ține anual. Ediția din anul 2016 s-a desfășurat la București, la Universitatea de Arhitectură și Urbanism Ion Mincu și s-a desfășurat în perioada 28 - 30 octombrie 2016.

## Invitați de onoare
Consfătuirea a avut ca invitați de onoare pe Gheorghe Săsărman și Dănuț Ungureanu, iar ca invitați speciali pe Rodica Bretin, Lucian Merișca și Lucian Dragoș Bogdan. Artist invitat special a fost Adrian Barbu.

## Premiile
- Roman: Liviu Surugiu – ERAL (editura Univers)
- Povestire: Andrei Duduman – Eroi fără voie (editura Millennium Books)
- Nuvelă: Aurel Cărășel – Galaxia Sudică (revista Argos, nr. 11, din 2015)
- Volum de povestiri: Liviu Surugiu – Rămășițele viselor (editura Tracus Arte)
- Antologie: Antologia Helion, vol. II (editura Eurostampa)
- Debut: Laura Nureldin – Regii timpului (editura Herg Benet)
- Publicație anuală/bianuală: Galileo
- Revistă: Helion
- Artist plastic: Laura Ceica
- Editură: editura Crux Publishing
- Film: Adrian Chifu – Eternal Traveler